# Осорио Эрнандес, Оскар
Оскар Осорио Эрнандес (исп. Óscar Osorio Hernández, 14 декабря 1910 — 6 марта 1969) — сальвадорский военный, президент Сальвадора в 1950—1956 годах.

## Биография
Родился в 1910 году в Сонсонате. Учился в нескольких военных академиях разных стран.
В конце 1948 года, когда он находился в Мексике в составе сальвадорской дипломатической делегации, группа офицеров произвела 14 декабря военный переворот, и включила его в состав Революционного правящего совета. Он участвовал в работе Совета до 22 октября 1949 года.
В 1950 году была принята новая Конституция Сальвадора, в соответствии с которой в стране были организованы президентские выборы. Оскар Осорио победил на них, баллотируясь в качестве кандидата от основанной в 1945 году Революционной партии демократического объединения.
Мировой рост цен на кофе и хлопок (составлявшие в то время основу экспорта Сальвадора) дал возможность правительству Оскара Осорио Эрнандеса успокоить ситуацию в стране, развернуть строительство (в частности, были построены ГЭС «5 ноября» и прибрежная автомагистраль) и программу общественных работ. С большой помпой была отпразднована годовщина переворота 14 декабря 1948 года (названного «революцией»).
При этом, опираясь на Закон о защите конституционного порядка, правительство начало с 1952 года избирательные репрессии по отношению к лидерам рабочего и студенческого движения.
Были похищены и подвергнуты полицейским пыткам ряд лидеров сальвадорских левых — профсоюзный и коммунистический активист Сальвадор Кайетано Карпио с супругой Тулой Альваренгой, студенческий лидер Габриэль Гальегос Вальдес, учёный Селестино Кастро и другие.
В 1951 году были подписаны международные соглашения об экономической интеграции в Центральной Америке.
Оскар Осорио Эрнандес скончался в 1969 году в госпитале в США от почечной недостаточности, осложнённой пневмонией.